# Altdöbern
Altdöbern, in lusaziano inferiore Stara Darbnja, è un comune di 2 415 abitanti del Brandeburgo, in Germania.
Appartiene al circondario dell'Oberspreewald-Lusazia (targa OSL) ed è capoluogo della comunità amministrativa (Amt) omonima.

## Storia
Il 1º febbraio 2002 vennero aggregati al comune di Altdöbern i comuni di Ranzow e Reddern.

## Geografia antropica

### Suddivisioni amministrative
Il territorio comunale si divide in 3 zone (Ortsteil), corrispondenti al centro abitato di Altdöbern e a 2 frazioni:
- Altdöbern (centro abitato)
- Ranzow
- Reddern